# Institut für Sozialforschung

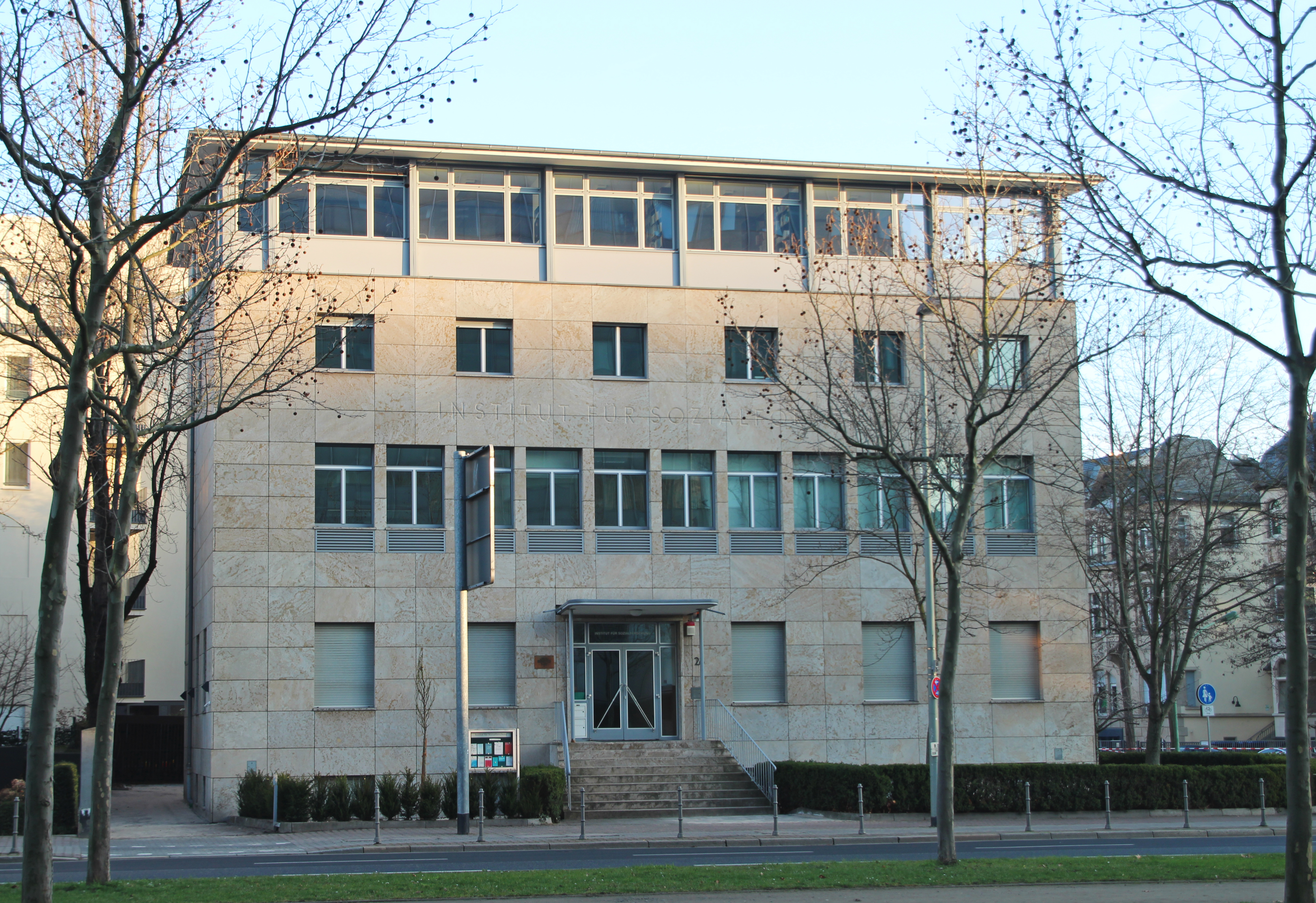
Institut für Sozialforschung (2015)

Das Institut für Sozialforschung (IfS) an der Johann Wolfgang Goethe-Universität in Frankfurt am Main wurde 1923 durch eine Stiftung des Kaufmanns und Mäzens Hermann Weil und seines Sohnes Felix Weil gegründet. Nach den Anfängen mit einem akademischen Marxismus in den ersten Jahren erhielt das Institut seine schulbildende Bedeutung mit der Übernahme der Leitung durch Max Horkheimer 1931, der es zur zentralen Forschungsstätte der Kritischen Theorie machte. Nach seiner durch die nationalsozialistische Herrschaft erzwungenen Emigration in die USA wurde es 1951 unter der Leitung Max Horkheimers als Forschungs- und Lehrstätte in Frankfurt am Main wiedereröffnet. Nach Horkheimers Rückzug wurden zunächst Theodor W. Adorno, nach dessen Tod Ludwig von Friedeburg geschäftsführende Direktoren. Nachdem Friedeburg 1969 zum Hessischen Kultusminister berufen worden war, wurde Gerhard Brandt, ein ehemaliger Assistent Friedeburgs, 1972 zum Direktor berufen und bildete nach der Rückkehr Friedeburgs 1974 mit ihm eine Doppelspitze. Brandt verließ 1984 das Institut, während Friedeburg bis zu seinem Tod dessen geschäftsführender Direktor blieb, bevor die Institutsleitung in der Zeit von 2001 bis 2018 von Axel Honneth, einem Schüler von Jürgen Habermas, wahrgenommen wurde. Danach lag die kommissarische Leitung bei Ferdinand Sutterlüty. Ihm folgte als Institutsleiter zum 1. Juli 2021 Stephan Lessenich, der an der Goethe-Universität eine Professur für Gesellschaftstheorie und Sozialforschung antrat. Er trat dieses Amt mit der Überzeugung an, dass es „wenige sozialwissenschaftliche Institutionen [gibt], zumal in Deutschland, die von einer ähnlichen Aura umgeben sind wie das Institut für Sozialforschung“.

## Historisch-ideologischer Kontext der Institutsgründung
Die Institutsgründung erfolgte in einer historischen Situation, die gekennzeichnet war durch die mit dem Beginn des Ersten Weltkrieges entstandene Krise der internationalen sozialistischen Arbeiterbewegung: die Zweite Internationale hatte sich 1914 gespalten, die Revolutionen in Mittel- und Südeuropa (1918–1923) waren gescheitert, und in Italien hatte der Faschismus 1922 die Macht erobert. Nach Perry Anderson führte diese historische Konstellation im Westen zu einer strukturellen Trennung des Marxismus von der politischen Praxis, zu einer „grundlegenden“ Schwerpunktverlagerung des Marxismus „hin zur Philosophie“ und der stärkeren Verankerung „im akademischen Bereich“. Es entstand eine, später von Maurice Merleau-Ponty als Westlichen Marxismus bezeichnete Strömung im Westen (vornehmlich in Deutschland, Frankreich und Italien) mit der Distanz zur leninistischen Politik und sowjetischen Praxis.
Die Grundidee für die Institutsgründung geht auf Kurt Albert Gerlach zurück, der sie gemeinsam mit Felix Weil umsetzte.
Von dieser westlichen Schwerpunktverlagerung des Marxismus zur Philosophie und zu seiner Akademisierung waren auch die Gründungsmotive des Instituts für Sozialforschung und besonders die in ihrer frühen Phase geprägt. Die deutsche Novemberrevolution wurde als Niederlage der Arbeiterbewegung bewertet, welche die Zukunftsaussichten auf eine sozialistische Revolution verstellten. In seiner Aphorismus- und Essaysammlung Dämmerung von 1927 hatte Horkheimer die „Ohnmacht der deutschen Arbeiterklasse“ analysiert, die sie als Akteur für den Sozialismus nicht mehr in Frage kommen ließ. Wie Rolf Wiggershaus schreibt, setzte keiner aus dem Horkheimer-Kreis „Hoffnungen auf die Arbeiterklasse“. Zwar wurde in den Anfangsjahren noch am wissenschaftlichen Charakter des Marxismus festgehalten, aber ohne praktischen Bezug zu den existierenden Arbeiterparteien. Nachdem wenige Jahre später die Institutsleitung auf Max Horkheimer übergegangen war, wurde eine Theorievariante dominant, die eine „Fortsetzung der Marxschen Intentionen unter historisch gewandelten Bedingungen“ darstellte und die zunächst mit dem Terminus „Materialismus“, wenig später dann mit dem der „Kritischen Theorie“ ausgeflaggt wurde.

## Geschichte

### 1920er/1930er Jahre

#### Gründung und Anfänge als marxistisches Institut

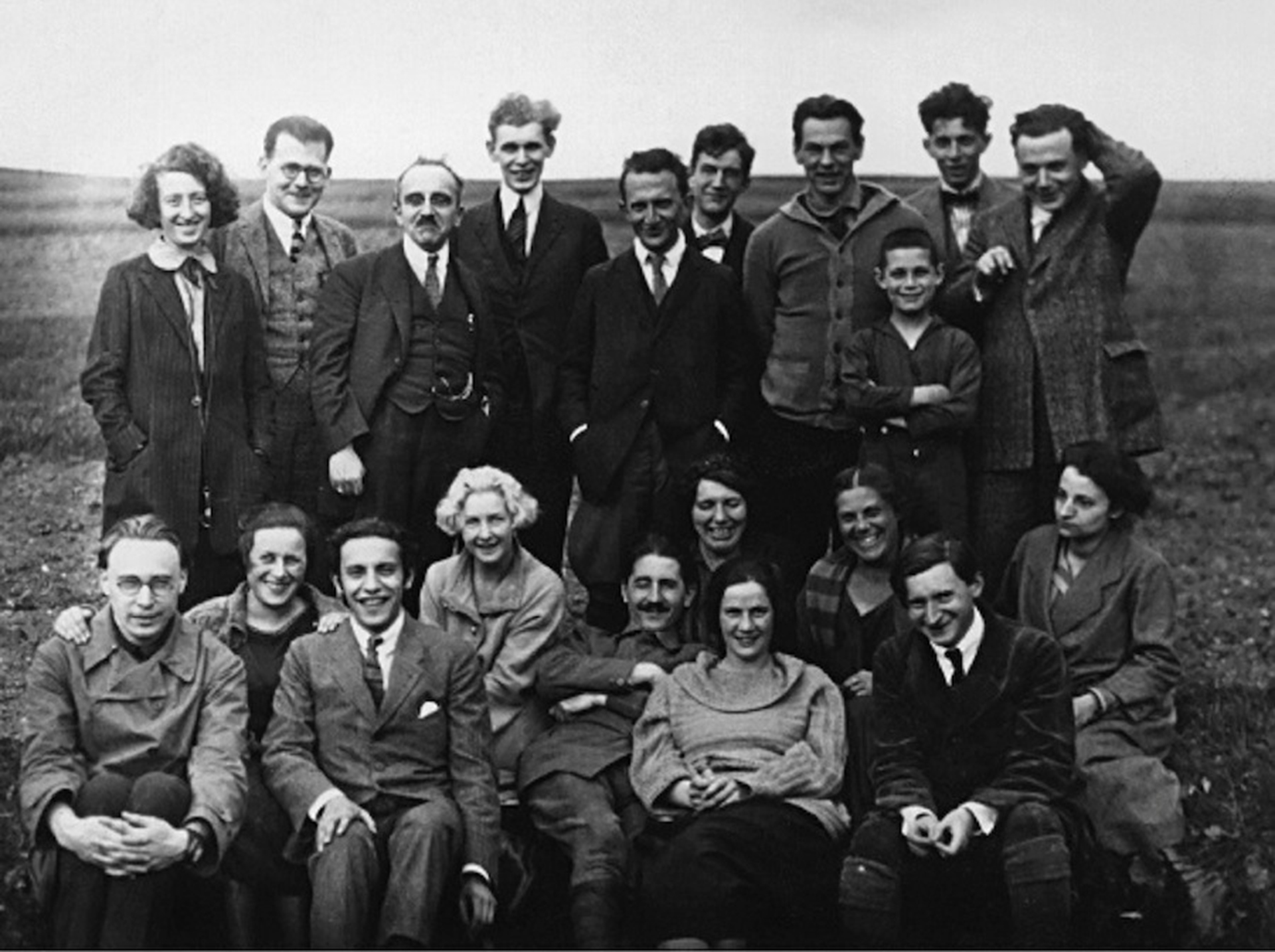
Gruppenfoto der Teilnehmer der Marxistischen Arbeitswoche mit Felix Weil (stehend, 2. von rechts), Richard Sorge (stehend, 3. Mann von rechts), Friedrich Pollock (stehend, 2. von links) und Karl Korsch (vordere Reihe sitzend, 5. von links)

Als erster Direktor des Instituts war ursprünglich Kurt Albert Gerlach vorgesehen, doch dieser verstarb bereits 1922. Zuvor stellte er noch eine grundlegende Denkschrift fertig. Weil nahm in der Folge Kontakt mit Historiker Gustav Mayer auf, eine Einigung scheiterte aber vor allem daran, dass Mayer eine für Weil zu weit gefasste Unabhängigkeit als Direktor anstrebte.
Im Mai des Jahres 1923 fand die Marxistische Arbeitswoche statt, deren Initiator – laut Felix Weil – Karl Korsch war und die als das erste Theorieseminar des Instituts gilt. Viele spätere Mitarbeiter und Begleiter des Instituts nahmen an der Arbeitswoche teil, darunter Friedrich Pollock, Karl August Wittfogel, Julian Gumperz und Richard Sorge sowie zwei der bedeutendsten „westlichen Marxisten“, Karl Korsch und Georg Lukács. Die Veranstaltung wurde von Felix Weil finanziert.
Stiftungsträgerin des Instituts wurde die dafür eigens gegründete Gesellschaft für Sozialforschung mit Felix Weil als Stiftungsvorsitzendem. Weils mütterliches Erbe reichte für den Bau des Instituts und die Ausstattung der Bibliothek aus; zur Finanzierung des laufenden Institutsbetriebs blieb man auf die Unterstützung von Felix Weils Vater, des Getreidehändlers und Multimillionärs Hermann Weil, angewiesen. Dieser ließ der Gesellschaft für Sozialforschung jährlich 120.000 Mark oder 30.000 Dollar zukommen.
Das Institut wurde am 22. Juni 1924 in der Viktoria-Allee (heute Senckenberganlage) eingeweiht. Mit dem zugehörigen Lehrstuhl wurde das Institut als erste Forschungsstätte für den wissenschaftlichen Marxismus eingeweiht; sein erster Direktor war der Austromarxist Carl Grünberg, bis dahin als Professor für Staatswissenschaften an der Universität Wien tätig, und zu dessen Schülern Max Adler, Otto Bauer, Karl Renner und Rudolf Hilferding zählten. In seiner programmatischen Einweihungsrede bekannte sich Grünberg vor den Vertretern der Universitätsbehörde zum marxistischen Charakter des Instituts:

„Auch ich gehöre zu den Gegnern der geschichtlich überkommenen Wirtschafts-, Gesellschafts- und Rechtsordnung und zu den Anhängern des Marxismus. […] Es ist daher nur selbstverständlich, dass ich, sobald ich an wissenschaftliche Aufgaben meines Fachgebiets herantrete, dies tue, ausgerüstet mit der marxistischen Forschungsmethode. Sie soll auch am Institut für Sozialforschung, soweit dessen Arbeiten unmittelbar durch mich selbst oder unter meiner Leitung erfolgen werden, zur Anwendung gelangen.“

In der für die Institutionsgründung vorbereitenden Denkschrift war von politischer Unabhängigkeit und Ausgewogenheit die Rede
gewesen, aber kein Wort über die marxistische Ausrichtung des Instituts. Da viele Behörden (Städtischer Magistrat, Universitätskuratorium, Rektorat, wirtschafts- und sozialwissenschaftliche Fakultät, preußisches Wissenschaftsministerium) hinzugezogen werden mussten, von der jede ein Veto hätte einlegen können, tarnte Weil das Vorhaben mit einer – wie er es nannte – „äsopischen Sprache“. Umso mehr überraschten Grünbergs klare Worte die bei der Einweihung anwesenden Honoratioren.
Gemeinsam mit Friedrich Pollock, einem Jugendfreund Max Horkheimers, entwickelte Grünberg die Konzeption des Instituts, das die „Kenntnis und Erkenntnis des sozialen Lebens in seinem ganzen Umfang“ fördern sollte. Grünberg verstand das Institut vornehmlich als Forschungseinrichtung. Dafür standen Arbeitsräume, ein Lesesaal und eine exzellente wissenschaftliche Bibliothek mit 42.000 Bänden, 412 Zeitschriften und 40 Zeitungen zur Verfügung. Mit Grünberg kam auch sein Archiv für die Geschichte des Sozialismus und der Arbeiterbewegung in das Frankfurter Institut. Das Institut profilierte sich in den folgenden Jahren mit Forschungen zur Geschichte des Sozialismus und zur Wirtschaftsgeschichte. Als erster Band seiner Schriftenreihe erschien 1929 Henryk Grossmanns Das Akkumulations- und Zusammenbruchsgesetz des kapitalistischen Systems. (Zugleich eine Krisentheorie).
Die festen Mitarbeiter des Instituts in der Frühphase waren die beiden Hauptassistenten Friedrich Pollock und Henryk Grossmann (seit 1925 für den bereits Ende 1924 ausgeschiedenen Richard Sorge, einen ehemaligen Assistenten Gerlachs) sowie Karl August Wittfogel. Zum festen Mitarbeiterkreis gehörten auch die Doktoranden Leo Löwenthal, Paul Massing, Kurt Mandelbaum und Julian Gumperz, die teilweise mit Stipendien des Instituts gefördert wurden. Von Anfang an war das Institut ein männlich geprägtes Unternehmen. Allein die Bibliotheksangestellten, waren, außer dem Bibliotheksleiter, Frauen. Daraus schließt der Pollock-Biograf, Philipp Lenhard, dass „patriarchalische Privilegien auch von radikalen Gesellschaftskritikern in Anspruch genommen wurden“.
Ein wesentlicher Bestandteil der Institutsarbeit wurde die Zusammenarbeit mit dem Marx-Engels-Institut in Moskau bei der Herausgabe der ersten Marx-Engels-Gesamtausgabe (MEGA). Im Institut übernahmen sechs Mitarbeiter in zwei Schichten die Fotoreproduktion von 150.000 Seiten des beim SPD-Vorstand befindlichen Nachlasses von Marx und Engels, die in die sowjetische Botschaft und von dort mit Kurierpost nach Moskau geschafft wurden. In den 1920er Jahren fand das Institut in der linksliberal republikanisch geprägten Stadt und Universität Frankfurt ein ideales Umfeld.

#### Max Horkheimer als Institutsleiter

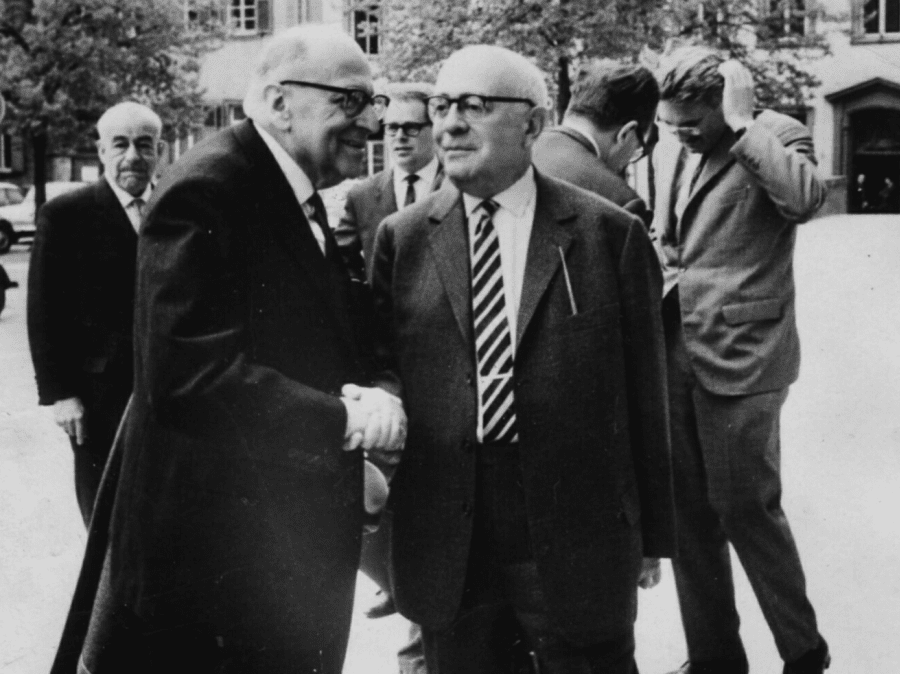
Der Leiter (Max Horkheimer, vorne links), mit dem berühmtesten Theoretiker (Theodor W. Adorno, vorne rechts) des Instituts im Jahr 1964 in Heidelberg

Nach einem Schlaganfall Grünbergs im Jahre 1928 übernahm sein erster Assistent, Friedrich Pollock, kommissarisch die Institutsleitung. 1931 wurde auf Vorschlag von Felix Weil Max Horkheimer zum Leiter des Instituts berufen und gleichzeitig zum Ordinarius für Sozialphilosophie an der Universität ernannt. Auch diesen Lehrstuhl hatte Felix Weil gestiftet, um seinen Kandidaten durchzusetzen. Horkheimer setzte andere Akzente als Grünberg. In seiner Öffentlichen Rede am 24. Januar 1931 bei der Übernahme der Institutsleitung betonte er, dass der heutige Stand der Erkenntnis eine fortwährende Durchdringung von Philosophie und Einzelwissenschaften verlange, um den Zusammenhang zwischen dem wirtschaftlichen Leben der Gesellschaft, der psychischen Entwicklung der Individuen und den Veränderungen im kulturellen Bereich darzustellen. Programmatisch forderte er die interdisziplinäre Zusammenarbeit der Fachwissenschaften aus Soziologie, Volkswirtschaft, Geschichte und Psychologie, die sich in philosophischer Reflexion an den Fragestellungen einer Sozialphilosophie als Gesellschaftstheorie orientieren sollte.
Unter seiner Leitung gab das Institut für Sozialforschung ab 1932 die Zeitschrift für Sozialforschung heraus, die in der Emigration von 1939 bis 1941 als Studies in Philosophy and Social Science erschien. Zu den Autoren der ersten Jahrgänge gehörten neben Max Horkheimer Leo Löwenthal, Friedrich Pollock, Erich Fromm, Theodor W. Adorno, Walter Benjamin und Herbert Marcuse.
Eine der frühen Erhebungen des Instituts unter der Projektleitung Erich Fromms, der seit 1930 als ordentliches Institutsmitglied für sozialpsychologische Forschungsprojekte zuständig war, erfolgte in den Jahren 1929/31. Diese „Arbeiter- und Angestellten-Erhebung“ über die psychische Verfassung der qualifizierten Arbeiter, Angestellten und unteren Beamten während der Weltwirtschaftskrise wurde erst 50 Jahre danach publiziert, 1980 in Deutschland und 1984 in den USA. Teilergebnisse hatten Fromm und seine Mitarbeiterin Hilde Weiss aber schon 1936 in dem Sammelband Studien über Autorität und Familie veröffentlicht.
Im Sommer 1932 eröffnete das Institut eine Zweigstelle bei der Internationalen Arbeitsorganisation in Genf, die ihm die Auswertung ihrer reichhaltigen statistischen Materialien über die Wirtschafts- und Arbeitsmarktlage in den großen Industrieländern gestattete. Es lag in Horkheimers Absicht, mit diesem Schritt dem Institut zugleich „eine Art Not- und Ausweichquartier in dem rechtlich geordneten Nachbarland“ angesichts der heraufziehenden Nazidiktatur zu schaffen.

### Nationalsozialismus und Exil
Mit der Machtübernahme der Nationalsozialisten änderte sich das kulturelle Klima. Ein Drittel des Lehrpersonals der Universität wurde aus rassischen und politischen Gründen ausgeschlossen, darunter führende Vertreter ihrer Fachgebiete. Stadt und Universität verloren die Träger ihrer liberal-republikanischen Kultur. Am 13. März 1933 wurde das Institut geschlossen; in einem von Heinrich Richter-Brohm unterzeichneten Brief vom 13. Juli 1933 erklärte es die Gestapo auf Grund des Gesetzes über die Einziehung kommunistischen Vermögens für beschlagnahmt, enteignet und aufgelöst.

#### Das Institut in Genf und New York

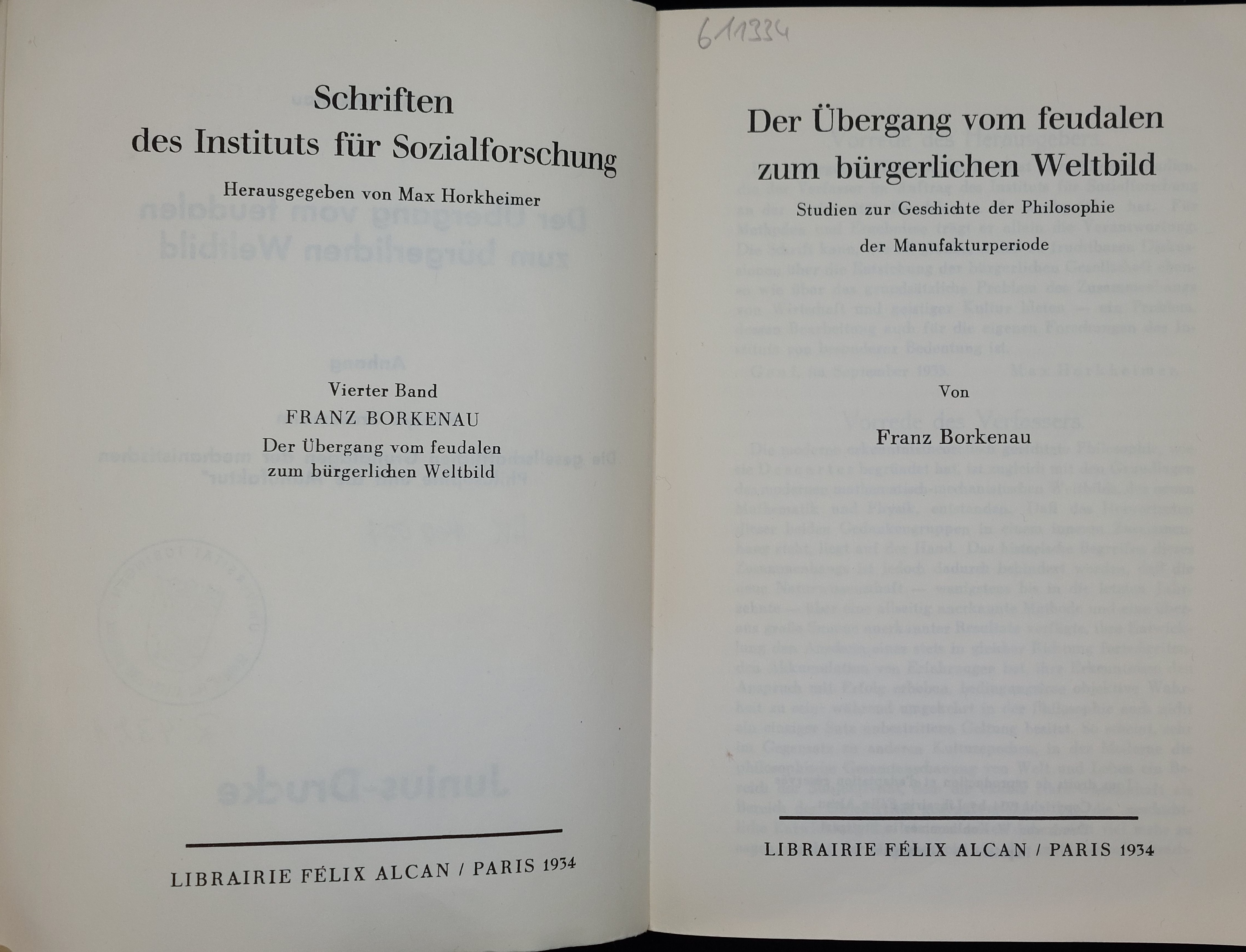
Franz Borkenau bei Felix Alcan Paris 1934

Horkheimer hatte die heraufziehende Gefahr schon früh erkannt und seit seiner Übernahme der Geschäftsführung die Emigration des Instituts vorbereitet. Nachdem die Nationalsozialisten im September 1930 bei der Reichstagswahl mit 107 Abgeordneten zweitstärkste Partei geworden war, beschlossen die an der Institutsverwaltung Beteiligten (Horkheimer, Pollock, Felix Weil und Löwenthal) Vorbereitungen für einen eventuell notwendig werdenden Rückzug des Instituts zu treffen. Seit 1931 zogen die Verwalter das Stiftungsvermögen aus Deutschland ab und legten es in den Niederlanden an. Bei der Internationalen Arbeitsorganisation in Genf wurde eine Zweigstelle des Instituts errichtet, und im Februar 1933 wurde die „Gesellschaft für Sozialforschung“ durch die „Société Internationale de Recherches Sociales“ mit Hauptsitz in Genf ersetzt. Die Eigentumsrechte an der Bibliothek wurden der London School of Economics übertragen. Auch in Paris wurde eine Außenstelle im Centre de Documentation an der École normale supérieure eingerichtet, die von Paul Honigsheim geleitet wurde. In Paris hatte auch der neue Verlag, Félix Alcan, seinen Sitz; in ihm konnte die Zeitschrift bis zum Krieg weiterhin in deutscher Sprache erscheinen. Für die wissenschaftliche Arbeit blieb der Sitz in Genf ein Provisorium. Die Behörden erteilten nur Horkheimer eine befristete Aufenthaltsgenehmigung, Pollock, Löwenthal und Marcuse erhielten lediglich Touristenvisa.
Aufgrund der restriktiven Ausländergesetzgebung entschied Horkheimer, mit dem Institut nach New York zu ziehen. Durch Vermittlung von Robert Lynd, einem Soziologieprofessor an der Columbia University, überließ der Präsident der Columbia University, Nicholas Murray Butler, dem Institut großzügig ein günstig gelegenes Haus der Universität für einige Jahre mietfrei. Die Columbia University wurde zum wissenschaftlichen Zentrum des Instituts. Im Unterschied zu anderen amerikanischen Hochschul- oder Forschungseinrichtungen, die Emigranten aus Deutschland und Europa eine neue Wirkungsstätte boten und von Emigranten in ihrer Arbeit stark geprägt worden waren – die Roosevelt University, die University in Exile, das Black Mountain College, das Institute for Advanced Study – war das nun als Institute for Social Research (ISR) firmierende Institut die einzige komplett aus Deutschland in die USA verpflanzte Forschungseinrichtung.
Die meisten festen Mitarbeiter des Instituts (neben Horkheimer: Pollock, Fromm, Löwenthal, Marcuse, Grossmann, Neumann, Kirchheimer, Wittfogel, Gumperz) waren bis Mitte der 1930er Jahre nach New York übergesiedelt (Adorno kam erst 1938 aus London als offizielles Institutsmitglied hinzu). Da die Gelder der Stiftung noch vor den Nürnberger Rassegesetzen bei einer Schweizer Bank angelegt worden waren, war die wirtschaftliche Fortexistenz des Institute for Social Research und die weitere Herausgabe der Zeitschrift für Sozialforschung, fortgeführt als Studies in Philosophy and Social Science (1939–1941), vorerst gesichert. Das vor dem Exil begonnene Projekt gemeinschaftlicher Forschungsarbeit – Autorität und Familie – wurde mit Befragungen in Frankreich und der Schweiz fortgeführt und erschien noch im Pariser Verlag, das Vorwort von Max Horkheimer ist datiert auf „April 1935, New York“; die Widmung ist an den Stifter adressiert: „Felix Weil, dem treuen Freunde“.
Die Arbeitskontakte mit den emigrierten Institutsmitgliedern blieben zunächst erhalten, wenn sie sich auch zunehmend um fremdfinanzierte Forschungs- und Lehraufträge bemühen mussten. Adorno beispielsweise arbeitete mit einer halben Stelle in dem von Paul Lazarsfeld geleiteten mehrjährigen Radio Research Project. Unter den Mitgliedern kam es zu regelmäßigen Diskussionen über den Charakter des Faschismus. Pollock entwickelte eine Theorie des Staatskapitalismus, die im Mitarbeiterkreis kontrovers aufgenommen wurde und der insbesondere Franz L. Neumann mit einem Gegenentwurf widersprach. Stellte Pollock das nationalsozialistische Regime als eine autoritäre Variante des Staatskapitalismus dar, dann verdichteten sich Neumanns detaillierte Analysen (ausgeführt in seinem bekanntesten Buch Behemoth) zum Typus eines „totalitären Monopolkapitalismus“.
Nach einem Erbschaftsstreit unter den Nachkommen von Hermann Weil waren Mitte der 1930er Jahre die jährlichen Zuwendungen durch eine Kapitaldeckung abgelöst worden. Am 1. Januar verfügte SIRES Über einen Kapitalstock von 4.560.000 Schweizer Franken, ein Jahr später waren es nur noch 3.560.000 Schweizer Franken; der Schwund von einer Million war auf den Börsencrash von 1937 und auf Fehlspekulationen Pollocks zurückzuführen. Vor der Schrumpfung des Stiftungskapitals hatten dem Institut noch 75.000 bis 90.000 US-Dollar aus Zinseinkünften jährlich zur Verfügung gestanden. Ab 1938 verschärften sich die Finanzierungsprobleme des Instituts. Das bekamen die über zweihundert Wissenschaftler, die bisher mit Gehältern, Honoraren, Stipendien, Schiffsbillets und unbürokratischen Zuwendungen bedacht worden waren, durch Kürzungen zu spüren.

#### Schwerpunktverlagerung nach Westen

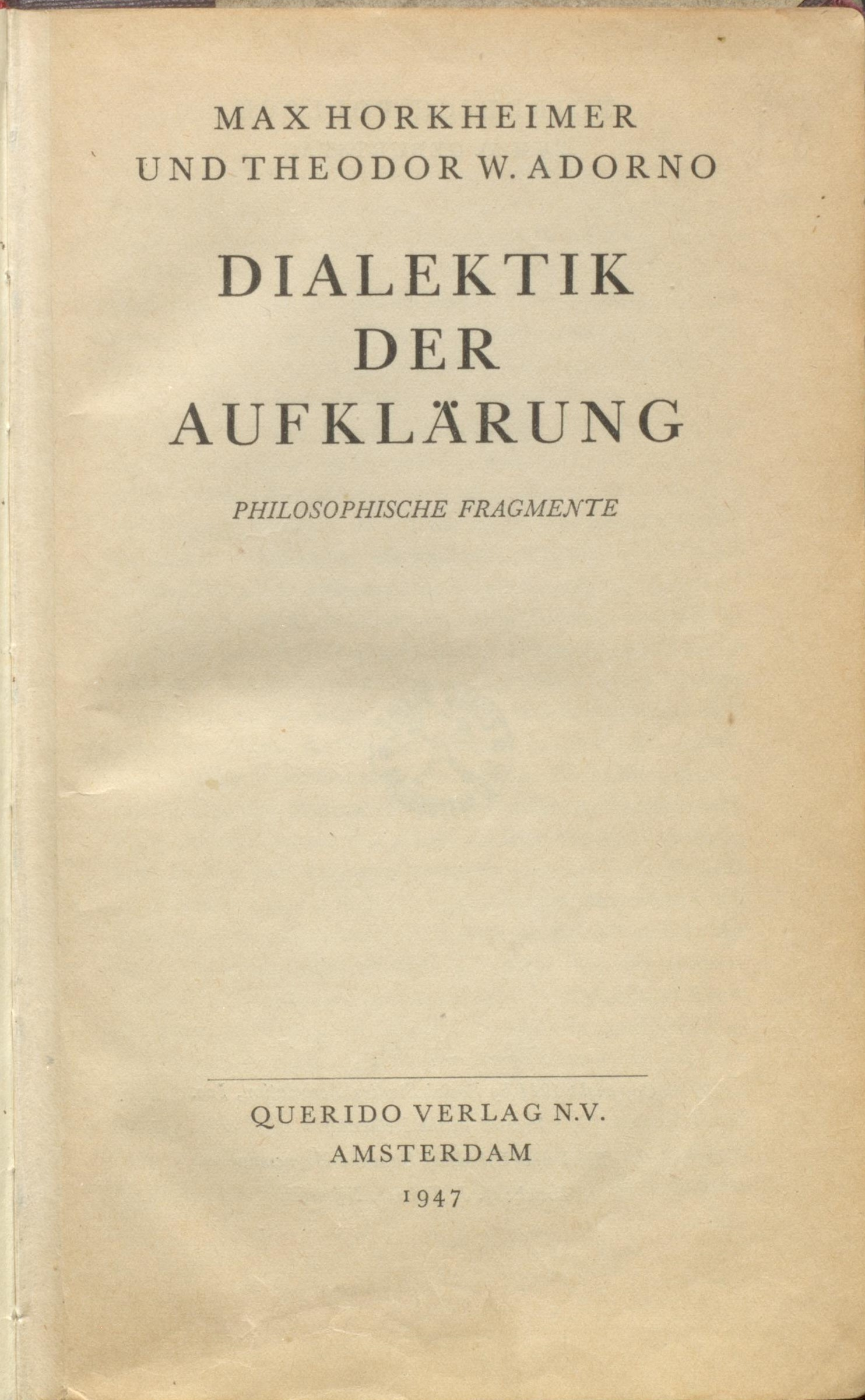
Dialektik der Aufklärung (1947)

Horkheimer und Adorno siedelten 1940/41 an die Westküste nach Pacific Palisades, einem Ortsteil von Los Angeles, über und nutzten die letzten Exiljahre zur Ausarbeitung ihres Hauptwerkes Dialektik der Aufklärung. Pollock blieb als Statthalter des bis auf Löwenthal und einige andere Mitarbeiter geschrumpften Instituts in New York. Im Briefkopf wurde er nun als „Acting Director“ (zuvor: „Assistant Director“) geführt. Die übrigen Institutsmitarbeiter, die ebenfalls in New York blieben, wurden nur noch provisorisch beschäftigt, bis sie ihren Unterhalt durch andere Projekte finanzieren konnten. 1942/43 erhielten Marcuse, Neumann, Kirchheimer und zuletzt auch Löwenthal Stellen im Office of Strategic Services, wo sie als Deutschlandexperten in den Dienst der amerikanischen Kriegsanstrengungen traten, aber weiterhin Kontakt zu Horkheimer und mit dem Rumpf-Institut in New York aufrechterhielten. Pollock weilte alle paar Monate in Kalifornien. In Unfrieden hatte bereits Fromm 1939 das Institut verlassen; da er als einziger Institutsmitarbeiter über einen auf Lebenszeit abgeschlossenen Arbeitsvertrag verfügte, musste er mit 20.000 Dollar abgefunden werden. Er konnte als Psychoanalytiker auch in den USA praktizieren.
Das geschrumpfte Institut in New York finanzierte seine Mitarbeiter Paul Massing und Arkadij Gurland vorwiegend aus Mitteln, die Horkheimer vom American Jewish Committee (AJC) für ein „Antisemitismus-Projekt“ eingeworben hatte. Diesem Projekt widmeten Horkheimer und Adorno, neben der gemeinsamen Arbeit an der Dialektik der Aufklärung, auch einen Teil ihrer Arbeit an der Westküste. Während Horkheimer vornehmlich Leitungs- und Organisationsaufgaben für die vom AJC finanzierte Publikationsserie Studies in Prejudice wahrnahm, verfertigte Adorno Inhaltsanalysen öffentlicher Reden antidemokratischer Agitatoren. Im Kapitel „Elemente des Antisemitismus“ der Dialektik schlug sich die Verschränkung ihrer Arbeiten an beiden Projekten nieder. Ihr Gemeinschaftswerk schlossen sie im Frühjahr 1944 ab; mit dem Titel „Philosophische Fragmente“ und der Widmung „Friedrich Pollock zum 50. Geburtstag“ überreichten sie es als Typoskript dem Geehrten. Hiernach konnte Adorno sich voll der Forschungsarbeit am Antisemitismus-Projekt widmen. In Kooperation mit der von dem Sozialpsychologen R. Nevitt Sanford geleiteten Berkeley Public Opinion Study Group entwickelte er die F-Skala (F steht für Faschismus) zur Messung von Einstellungen und Eigenschaften autoritärer Persönlichkeiten vermittels projektiver Fragen. Aus der Kooperation mit Sanford und seinen beiden Mitarbeitern, Else Frenkel-Brunswik (einer aus Österreich emigrierten Psychoanalytikerin) und Daniel J. Levinson, ging die spätere Publikation The Authoritarian Personality mit einer Vorrede (Preface) von Max Horkheimer als die erste der fünf Studies in Prejudice hervor. Im Zentrum der Studie stand das „potentiell faschistische Individuum“, als dessen Hauptmerkmal die Ambivalenz zwischen der Unterwerfung unter die Autoritäten und der destruktiven Rebellion gegen sie bestimmt wurde. Durch ihre Thematik und ihren innovativen Forschungsansatz mit seiner Kombination von statistischen und interpretierenden Methoden fand die umfangreiche Untersuchung in den USA große Resonanz und Anerkennung, während in Deutschland das fast tausendseitige Werk bisher nur teilweise übersetzt wurde. In den 1970er Jahren veröffentlichte das Institut in Auszügen Übersetzungen vornehmlich der Beiträge Adornos. Gleichwohl wurde die Studie als Pionierleistung der Sozialforschung auch von der deutschen Fachwissenschaft rezipiert, wenn auch mit teils kritischen Einwänden.

### Nachkriegsgeschichte

#### Rückkehr und Wiedereröffnung
Im Oktober 1946 übermittelten der Frankfurter Oberbürgermeister und der Rektor der Frankfurter Universität an Felix Weil und Max Horkheimer den Wunsch, das Institut wieder zu errichten. Diese Einladung löste einen langwierigen Entscheidungsprozess bei Horkheimer und Pollock aus. Im April 1948 reiste Horkheimer nach Frankfurt, um Eigentumsrechte des Instituts geltend zu machen und die Gesellschaft für Sozialforschung neu zu gründen. Anfang der 1950er Jahre kehrte das Institut nach Frankfurt zurück und wurde als private Stiftung als ein Institut an der Universität geführt. An der Senckenberganlage wurde 1951 im Austausch für das alte Institutsgrundstück, das die Stadt Frankfurt für den Ausbau der Universität benötigte, ein neues Institutsgebäude errichtet. Auf dem für das Institut ausgewählten Gelände stand zuvor die im Zweiten Weltkrieg zerstörte Villa des Frankfurter Kaufmanns und Mäzens Karl Kotzenberg, der den ersten Frankfurter Soziologie-Lehrstuhl gestiftet hatte, auf den Franz Oppenheimer berufen worden war.
Die Architekten des neuen Institutsgebäudes waren Alois Giefer und Hermann Mäckler. Die förmliche Wiedereröffnung erfolgte am 14. November 1951. Leiter des Institutes war weiterhin Max Horkheimer, der wieder sein Ordinariat in der philosophischen Fakultät erhalten hatte, sogleich zum Dekan und wenig später zum Rektor gewählt wurde. Zurückgekehrt waren neben Horkheimer nur Adorno und Pollock; beide erhielten (zunächst außerplanmäßige) Professuren an der Frankfurter Universität. Als zurückkehrende Ausnahmen „der profilierten Dozenten aus der Blütezeit der Frankfurter Universität in den letzten Jahren der Weimarer Republik“ konnten sie mit „wohlwollender Duldung rechnen“. Im November 1951 wurde das Institut für Sozialforschung durch den Hessischen Minister des Innern als Stiftung genehmigt.
Anfang der 1950er Jahre war im und für das Institut noch Einiges ungeklärt. Die Entscheidung von Horkheimer, Adorno und Pollock für ihre endgültige Rückkehr nach Deutschland blieb bis 1953 in der Schwebe. Adorno verbrachte 1952/53 als Forschungsdirektor der Hacker Foundation in den USA, auch um die amerikanische Staatsbürgerschaft nicht zu verlieren, außerdem wartete er noch auf eine planmäßige Professur in Frankfurt. Auf Bitten von Horkheimer und Adorno sollte der Göttinger Soziologe Helmuth Plessner zunächst als führender Mitarbeiter, später als stellvertretender Direktor (für Adorno) in den Jahren 1952/53 mit wöchentlich zwei bis drei Tagen den Institutsleiter entlasten, der gleichzeitig als Rektor der Universität von 1951 bis 1953 amtierte. Im Briefen Horkheimers an Adorno wurde Plessners vorgesehene Entlastung indessen sehr negativ bewertet. Ralf Dahrendorf war am 1. Juli 1954 als wissenschaftlicher Assistent von Horkheimer in das Institut eingetreten, verließ es aber bereits zwei Monate später – zur Enttäuschung von Adorno; er hatte nach Adornos Auskunft ein glänzendes Angebot der Universität Saarbrücken erhalten und fühlte sich theoretisch „uns nicht zugehörig“, wie er an Horkheimer schrieb.
Felix Weil, der in dem wieder eröffneten Institut weder administrativ noch finanziell eine Rolle spielte, hatte Anfang der 1950er Jahre einige Artikel im Evening Outlook aus Santa Monica über das Institut veröffentlicht, dessen Bekanntheitsgrad durch die aktuellen Veröffentlichungen der Studies in Prejudice erheblich gestiegen war. Auf die ihm nach Frankfurt zugeschickten, aber nicht mit ihm abgesprochenen Artikel, reagierte Horkheimer in einem Brief an Weil heftig: Ihm (Felix Weil) sei der Titel als Mitglied des amerikanischen Instituts, als der er sich in den Artikeln ausgegeben habe, als Zeichen der Anerkennung für seine finanzielle Unterstützung und Loyalität zugebilligt worden, was ihn und seine Hilfe beim „unermüdlichen Korrekturlesen für die Authoritarian Personality'“ indessen nicht berechtige, sich anzumaßen, als einer ihrer Sprecher auszugeben. Er müsse ihn wissen lassen, „dass Geist und Sprache dieser Artikel weit von dem entfernt sind, was ich für die wahre Geschichte des wissenschaftlichen Lebens und der praktischen Organisation des Instituts halte, für das ich die Verantwortung trage“.

#### Erste Forschungsprojekte: „Gruppenexperiment“ und „Mannesmann-Studie“
Das erste große Forschungsprojekt des neugegründeten Instituts war das von der Alliierten Hohen Kommission finanzierte Gruppenexperiment zur Erforschung der politischen Meinungen und Einstellungen verschiedener Bevölkerungsgruppen Westdeutschlands zu Beginn der Adenauer-Ära. In Gruppendiskussionen sollten die Teilnehmer möglichst freimütig über heikle Themen (Judenverfolgung, deutsche Schuld, Besatzungsmächte, demokratische Staatsform) diskutieren. Die Resultate waren deprimierend: die weitaus größte Zahl stellten diejenigen, die jede Mitschuld abwehrten und gegenüber der Demokratie ambivalent eingestellt waren. Die von 1.635 Personen in 151 Gruppen – auf über 6.000 transkribierten Seiten – geführten Diskussionen fanden ihre Zusammenfassung und Interpretation in einem von Friedrich Pollock herausgegebenen Forschungsbericht, der viele methodische Fragen aufwarf. Er wurde in der 1955 neu begründeten Buchreihe Frankfurter Beiträge zur Soziologie veröffentlicht. Trotz der methodischen Kritik an ihrem Vorgehen im Einzelnen erwiesen sich die Frankfurter Sozialforscher mit dem erstmals in Deutschland angewandten Verfahren der Gruppendiskussion als Pioniere. Das Verfahren, über das der Hauptbearbeiter des empirischen Materials, Werner Mangold, seine Dissertation verfasste, fand Aufnahme in den Kanon der grundlegenden Methoden und Techniken der empirischen Sozialforschung.
Als Institutsleiter machte Horkheimer 1955 Ludwig von Friedeburg, der nach einem frühen Praktikum am Institut und nach dreijähriger Tätigkeit am Institut für Demoskopie in Allensbach zurückgekehrt war, zum Leiter der empirischen Abteilung des Instituts. Seine erste Aufgabe war, die sogenannte „Mannesmann-Studie“, eine Untersuchung über das Betriebsklima in den Mannesmann-Werken „zu einem guten Ende zu bringen“. Aus dem Rohbericht der umstrittenen Auftragsarbeit wurde eine gedrängte Darstellung der Ergebnisse, auch sie eine vorwiegend quantitative Auswertung von Interviews und Gruppendiskussionen; veröffentlicht wurde sie ebenfalls in der Buchreihe Frankfurter Beiträge zur Soziologie, unter dem Titel Betriebsklima. Erst später hat v. Friedeburg in seiner Habilitationsschrift zur Soziologie des Betriebsklimas die empirischen Ergebnisse mit dem Hintergrundverständnis des objektiven Interessengegensatzes zwischen Management und Arbeitern ausgewertet und interpretiert. Burkart Lutz und Gert Schmidt haben die Betriebsklima-Studie des Instituts zusammen mit der Mitbestimmungsstudie des Wirtschaftswissenschaftlichen Instituts des Deutschen Gewerkschaftsbundes und der Untersuchung der Sozialforschungsstelle Dortmund zum Gesellschaftsbild des Arbeiters nicht nur als Beginn der Mitbestimmungsforschung im Nachkriegsdeutschland (West) klassifiziert, sondern deren Forschergruppen auch als „Kristallisationskern“ der entstehenden Sektion Industriesoziologie in der Deutschen Gesellschaft für Soziologie identifiziert.
Friedrich Pollock, der im neu gegründeten Institut mitarbeitete, ohne erneut eine administrative Funktion zu übernehmen, war in den Anfangsjahren „sehr präsent“. Die Universität hatte ihn 1952 zum außerplanmäßigen Professor und 1959 zum planmäßigen Professor für Volkswirtschaftslehre und Soziologie ernannt. Er veröffentlichte 1956 sein wissenschaftliches Hauptwerk über die Automation ebenfalls in der Buchreihe des Instituts. Das Buch wurde sein größter Erfolg; 1964 und 1966 erschien es in zwei weiteren, völlig überarbeiteten Neuauflagen und wurde in sechs Sprachen übersetzt. Zur Zeit der Veröffentlichung galt Pollock als erster deutschsprachiger Wissenschaftler, der sich systematisch mit den gesellschaftlichen Auswirkungen der Automation beschäftigte.
Gegen die Publikation einer 1957 von den Institutsmitarbeitern Friedrich Weltz, Christoph Oehler und Jürgen Habermas durchgeführten Umfrage zum politischen Bewusstsein der Studenten in der neuen Buchreihe erhob Horkheimer jedoch Einspruch. Weniger die ernüchternden Ergebnisse der nach einer Stichprobe ausgewählten 171 befragten Frankfurter Studenten boten dafür den Anlass als Habermas’ umfangreiche Einleitung „Über den Begriff der politischen Beteiligung“; sie erschien Horkheimer wegen ihrer radikal-demokratischen Aussagen politisch bedenklich. Selbst Adornos positives Votum und Bewertung der Habermasschen Einleitung als „relatives Glanzstück“ konnte Horkheimers Ablehnung nicht umstoßen. Habermas, der sich das marxistische Erbe der Kritischen Theorie anzueignen begann, stellte für Horkheimer ein „Sicherheitsrisiko“ für das Institut dar. Ohne Bezugnahme auf das Institut erschien die Untersuchung dann 1961 in der neuen Buchreihe Soziologische Texte des Luchterhand Verlags.
Horkheimer leitete bis zu seiner Emeritierung 1964 gemeinsam mit Theodor W. Adorno das Institut. Als einzige gemeinsame Publikation nach dem Kriege erschien von ihnen 1962 eine Sammlung von Vorträgen und Reden unter dem Titel Sociologica II. Adorno zog sich mehr und mehr von der empirischen Arbeit zurück und widmete sich der Ausarbeitung seiner theoretischen Werke (Negative Dialektik, Ästhetische Theorie).

#### Neue Institutsleitung nach Horkheimers Emeritierung

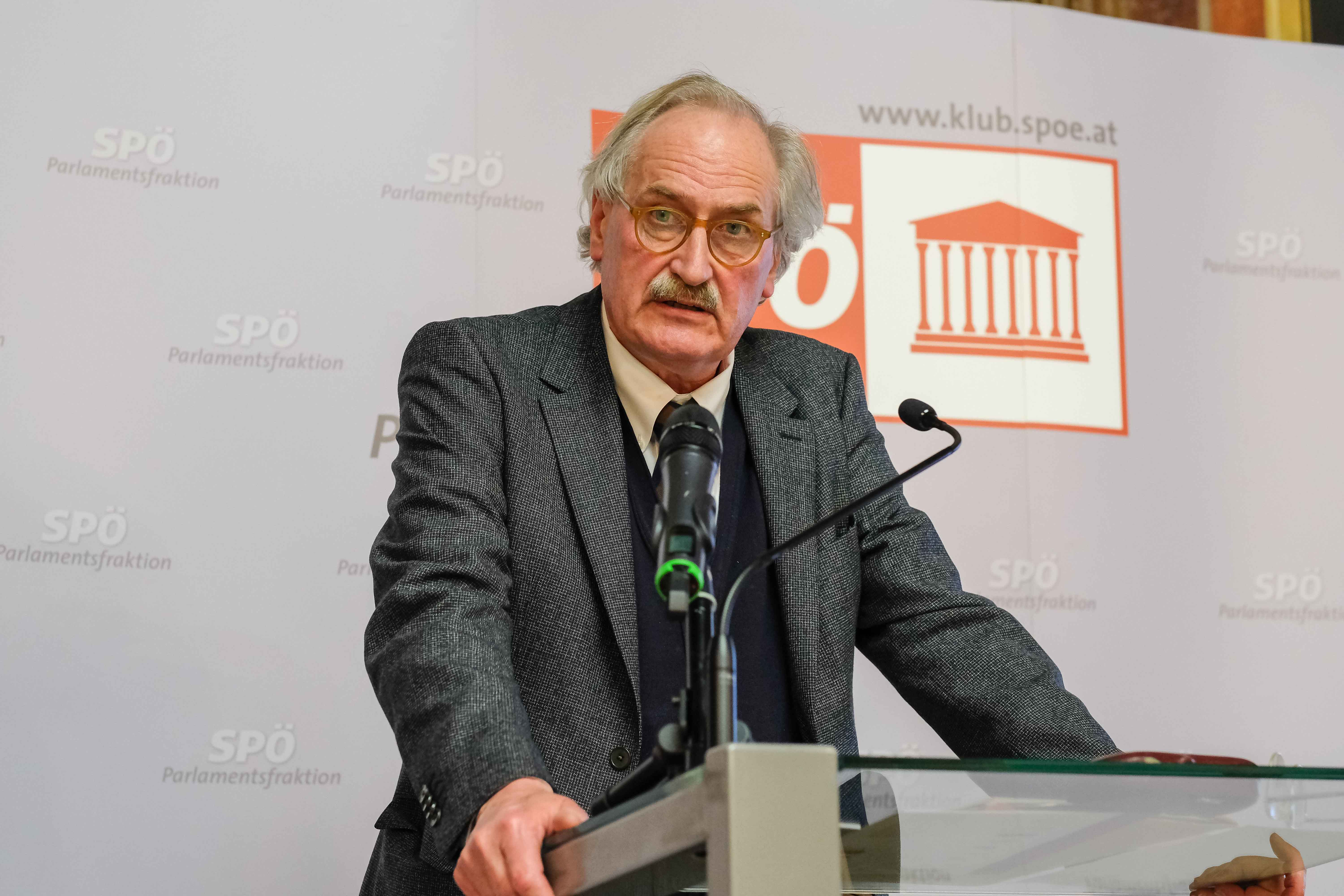
Axel Honneth (2016)

1964 war auch der vielversprechende Gesellschaftstheoretiker Jürgen Habermas nach Frankfurt zurückgekehrt und hatte Horkheimers Lehrstuhl für Philosophie und Soziologie übernommen. Habermas lehnte die ihm angebotene Leitung des Instituts für Sozialforschung ab. Stattdessen übernahm Habermas mit Ludwig von Friedeburg, der zwischenzeitlich von 1962 bis 1966 eine Professur an der FU in Berlin innegehabt hatte und 1966 einem Ruf nach Frankfurt gefolgt war, die Leitung des „Seminars für Soziologie“, einer auf die Lehre beschränkte Dependance des Instituts.
Ludwig von Friedeburg übernahm aber gleichzeitig – neben Theodor W. Adorno (geschäftsführender Direktor bis zu seinem Tod 1969) und dem Statistiker Rudolf Gunzert – eine der drei Direktorenstellen des Instituts. Er begründete dort mit gewerkschafts- und industriesoziologischen Untersuchungen einen Schwerpunkt empirischer Sozialforschung, womit er gewissermaßen an seine frühere Arbeit in den 1950er Jahren anknüpfte. Etwa seit 1968 wurde von einem fast vollständig ausgewechselten Personal in diesem Schwerpunkt geforscht. Publiziert wurden deren Ergebnisse seit 1974 mit der „großen Gewerkschaftsstudie“, zusammen mit Untersuchungen zur Leistungsentlohnung und Arbeitszeitpolitik, mit arbeitssoziologischen Recherchen zu den Auswirkungen des Computereinsatzes in der Produktion sowie mit Studien zur industriellen Rationalisierung in der Weimarer Republik, unter dem Nationalsozialismus und im Staatssozialismus der DDR und Ungarns. Auch bildete sich die Frauenforschung als eigener Schwerpunkt heraus. Mit dem Soziologen und früheren Assistenten von Friedeburgs war Gerhard Brandt 1972 als neuer Forschungsdirektor in das Institut eingetreten; er betreute bis zu seinem Ausscheiden 1984 im Wesentlichen diesen neuen Schwerpunkt. Sein Nachfolger war Wilhelm Schumm, ebenfalls ein ehemaliger Assistent von Friedeburgs, der von 1984 bis 1997 als Forschungsdirektor den industriesoziologischen Schwerpunkt leitete, welcher indessen nach und nach heruntergefahren wurde und nur noch durch Drittmittelprojekte aufrechterhalten werden konnte. Als dritter Direktor amtierte Helmut Dubiel von 1989 bis 1997, der sich zuvor als Mitarbeiter des Instituts (1983–1989) mit Veröffentlichungen über die früheren Mitarbeiter Leo Löwenthal und Friederich Pollock ausgewiesen hatte. Während seines Direktorats lehrte er zugleich als Professor für Soziologie in Gießen. An der Forschung im Institut beteiligte er sich an dem seit den 1980er Jahren unter dem Stichwort „Demokratische Kultur“ etablierten Forschungsschwerpunkt der politischen Soziologie.
Auftragsarbeiten, wie in den frühen Nachkriegsjahren, fanden seit den 1960er Jahren nicht mehr statt. Während das Institut seinen Grundhaushalt durch Zuschüsse der Stadt und des Landes finanziert, ist die Forschungstätigkeit auf projektbezogene Mittel der Deutschen Forschungsgemeinschaft und andere nichtkommerziellen Quellen (gemeinnützige Stiftungen, Ministerien etc.) angewiesen.
Ludwig von Friedeburg, der während seiner Zeit als Hessischer Kultusminister (1969–1975) formell Institutsdirektor geblieben war, wurde nach seiner Rückkehr geschäftsführender Direktor. 2001 löste Axel Honneth ihn in diesem Amt ab. Unter Honneth wurde die Arbeit des Instituts wieder stärker an sozialphilosophischen Fragestellungen ausgerichtet. Ein Forum dafür bietet die seit 2004 herausgegebene Zeitschrift WestEnd. Neue Zeitschrift für Sozialforschung. Anknüpfend an die in den Jahren 1932 bis 1941 erschienene Zeitschrift für Sozialforschung steht sie für Interdisziplinarität mit dem Anspruch einer kritischen Gesellschaftstheorie. Seit 2002 veranstaltet das Frankfurter Institut mit dem Suhrkamp Verlag jährlich stattfindende Adorno-Vorlesungen an der Frankfurter Universität. Unter den bisherigen Preisträgern befinden sich Philosophen, Soziologen, Historiker, Kunsthistoriker, Politologen und Literaturwissenschaftler von internationalem Rang. Ihre Themen sind nicht der erbepflegerischen Adorno-Exegese gewidmet, sondern der Auslotung von heutigen Möglichkeiten kritischer Gesellschaftstheorie.
Am Institut wurde 2005 das Theodor-W.-Adorno-Archiv eingerichtet, das Adornos Gesamtnachlass verwaltet. Bis zur Regelung der Nachfolge Honneths leitet seit 2019 Ferdinand Sutterlüty das Institut kommissarisch.

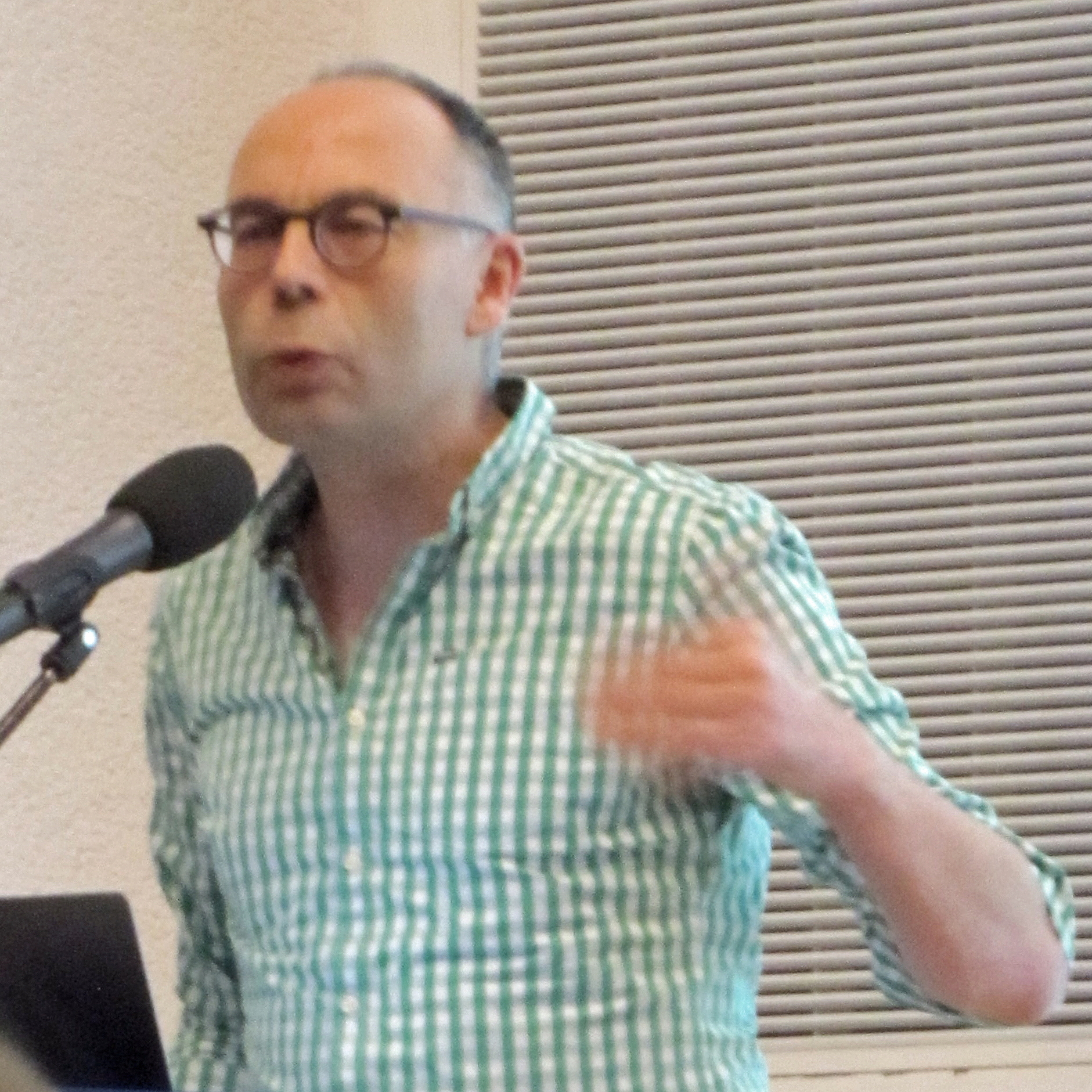
Stephan Lessenich, 2019

Am 1. April 2021 informierte die Goethe-Universität, dass Stephan Lessenich zum 1. Juli 2021 Direktor des Instituts für Sozialforschung und Professor für Gesellschaftstheorie und Sozialforschung in Frankfurt wird. Als neuer Direktor hat Lessenich in Soziologie, der Zeitschrift der Deutschen Gesellschaft für Soziologie, in einer ersten Reflexion Auskunft über die gegenwärtigen Möglichkeiten und Grenzen kritischer Sozialforschung gegeben. In ironischer Abgrenzung zum Grand Hotel Abgrund wählte er als Überschrift: Petit Auberge Aufbruch. Programmatisch intendiert er die Erweiterung des akademischen Kanons mit „Bezugstheorien um queerfeministische und posthumanistische Ansätze, antirassistische und dekoloniale Perspektiven“ und – unter Berufung auf Pierre Bourdieus Wissenschaftskollektiv – will er die wissenschaftliche Praxis des Instituts öffnen, um mit nichtakademischen Milieus und Sphären ins Gespräch zu kommen.

## Geschäftsführende Direktoren
- 1924–1929: Carl Grünberg
- 1929–1931: Friedrich Pollock (kommissarische Institutsleitung)
- 1931–1964: Max Horkheimer
- 1964–1969: Theodor W. Adorno
- 1969–2001: Ludwig von Friedeburg (von 1969 bis 1975 nur formell, da Ausübung des Amtes des Hessischen Kultusministers)
- 2001–2018: Axel Honneth
- 2019–2021: Ferdinand Sutterlüty (kommissarische Institutsleitung)
- Seit 1. Juli 2021: Stephan Lessenich

## Theorie
Das IfS steht eng im Zusammenhang mit der von Max Horkheimer, Theodor W. Adorno und Herbert Marcuse begründeten Kritischen Theorie der Frankfurter Schule. Zu den Wissenschaftlern am IfS gehörten neben Adorno und Horkheimer auch Erich Fromm, Friedrich Pollock, Herbert Marcuse, Leo Löwenthal, Henryk Grossmann, Franz Neumann, Otto Kirchheimer sowie später Jürgen Habermas (1956–1959 als Forschungsassistent; 1964–1971 als Nachfolger auf den Lehrstuhl von Horkheimer ohne Funktion im Forschungsinstitut).
Für die politökonomische Fundierung der Kritischen Theorie hatten die beiden Ökonomen des Instituts, Henryk Grossmann und Friedrich Pollock, fundierte Analysen vorgelegt. Grossmann hielt mit seiner Schrift Das Akkumulations- und Zusammenbruchsgesetz des kapitalistischen Systems von 1929 an der grundsätzlichen Krisenanfälligkeit bis zu einer dem Kapitalismus innewohnenden Zusammenbruchtendenz fest, mit der Schlussfolgerung, im Kapitalismus sei der Übergang zum Sozialismus angelegt. Dem widersprach Pollock; mit seinen Anfang der 1930er Jahre geschriebenen Aufsätzen zur Weltwirtschaftskrise kam er zu einem gegenteiligen Resultat. Durch sich ausweitende Staatseingriffe würden Markt, Konkurrenz und Privateigentum außer Funktion gesetzt; nicht der Kapitalismus ginge zu Ende, sondern seine liberale Phase. Diese Überlegungen hat Pollock später in der Emigration weitergeführt mit seiner Theorie des Staatskapitalismus, die er als eine aus der Weltwirtschaftskrise hervorgegangene „neue Ordnung“ identifizierte. Helmut Dubiel zufolge habe Horkheimer in seinem Aufsatz Autoritärer Staat von 1942 die Staatskapitalismus-Theorie übernommen. Joachim Hirsch bewertet Pollocks Analyse als verantwortlich für den theoretischen Übergang der späteren Kritischen Theorie von der Kritik der politischen Ökonomie zur Kritik der Technologie, die dann zur Grundlage ihrer negativen Geschichtsphilosophie wurde.
Seit der Übernahme der geschäftsführenden Direktion durch Axel Honneth liegt der Schwerpunkt der Projekte auf der Analyse von „Paradoxien der kapitalistischen Modernisierung“. Das Institut arbeitet heute in verschiedenen Arbeitsgruppen an aktuellen Fragestellungen der kapitalistischen Gesellschaft.
Das Forschungsprogramm soll in die Bereiche
- Strukturwandel der normativen Integration in kapitalistischen Gesellschaften,
- Kapitalistische Rationalisierung und Arbeit,
- Familialer Wandel und veränderte Sozialisationsbedingungen,
- Entbürokratisierung des Sozialstaates und politische Demokratie und
- Kulturindustrie und elektronische Medien

unterteilt, interdisziplinär die verschiedenen Aspekte der kapitalistischen Modernisierung und ihrer Widersprüche analysieren. Die Arbeit umfasst weiterhin die Fortentwicklung kritischer Gesellschaftstheorie auf methodologischer und philosophischer Ebene. In ihrer Selbstdarstellung betonen Honneth und Sutterlüty: „Von dieser [Horkheimers und Adornos] geschichtsphilosophischen Analyse, die bekanntlich als eine weitausgreifende Erzählung von der Selbstzerstörung der Aufklärung angelegt ist, setzt sich das heutige Forschungsprogramm des Instituts für Sozialforschung allerdings sowohl in methodischer als auch in substantieller Hinsicht mehr ab, als dass es unmittelbar an sie anknüpft.“

## Rezeption
In den vielen Jahrzehnten der Geschichte des Instituts für Sozialforschung verfügte es in vielfältiger Weise über eine ideelle und institutionelle Strahlungskraft. In der scientific community wird es als eng verbunden, wenn nicht identisch mit Kritischer Theorie und Frankfurter Schule wahrgenommen. Insbesondere von seinen frühen Mitgliedern – Horkheimer, Adorno und Marcuse – gingen die stärksten ideellen Einflüsse aus. Mit der von ihnen vertretenen Kritischen Theorie wurden sie von dem britischen Historiker Perry Anderson der politisch-philosophischen Strömung des heterodoxen Westlichen Marxismus zugerechnet. In seinem dreibändigen Werk Die Hauptströmungen des Marxismus klassifizierte der polnische Philosoph Leszek Kołakowski in dem Kapitel Die Frankfurter Schule und die Kritische Theorie diese als „paramarxistische Bewegung in Deutschland […], die institutionell mit der Geschichte des Instituts für Sozialforschung verbunden ist“. In einem präziseren Sinn als bei anderen marxistischen Tendenzen könne man von einer „Schule“ sprechen. In seinem Versuch der Historisierung des Marxismus interpretierte Wolfgang Fritz Haug die Kritische Theorie als „eine durch die historischen Umstände bedingte Entfernung vom Marxismus“.
Der langjährige Direktor des Instituts, Axel Honneth, hat mit seinen theoretischen Schriften, unter Bezugnahme auf die Jenaer Frühschriften des jungen Hegel und den symbolischen Interaktionismus George Herbert Meads, eine normativ gehaltvolle Gesellschaftstheorie der Anerkennung entfaltet. Sein diesbezüglich bekanntestes Buch Kampf um Anerkennung fand mit der Übersetzung in fünfzehn Sprachen eine weltweite Rezeption. Stärker dem neueren Forschungsprogramm des Instituts verbunden ist die unter dem Stichwort „Pathologien der Vernunft“ konzipierte Vergegenwärtigung und Weiterentwicklung einer kritischen Gesellschaftstheorie im Sinne der Frankfurter Schule. Zahlreiche Studien sind zu dieser Thematik in der von Honneth im Auftrag des Instituts für Sozialforschung herausgegebenen Buchreihe Frankfurter Beiträge zur Soziologie und Sozialphilosophie erschienen.
Als eine institutionelle Anregung des Institut kann die von Jan Philipp Reemtsma 1984 vorgenommene Gründung des Hamburger Institut für Sozialforschung als wahlverwandtes Pendant angesehen werden. Aus Anlass des 60. Geburtstages von Jan Philipp Reemtsma bezeichnete es die Frankfurter Allgemeine Zeitung als das „einzige Institut für Sozialforschung in Deutschland, das erfolgreich an die Tradition der Kritischen Theorie anknüpft“.
Der Journalist Friedrich Küppersbusch fasste die Rolle des IfS im Jahr seines 100-jährigen Bestehens so zusammen: „Weiterdenken, auch wenn’s keiner hören will.“ Das Institut sei lange „Factory-Outlet für erfrischend klare und trotzdem tief durchkonstruierte Kritik zum Besseren der Gesellschaft“ gewesen. Bedauernd merkte er an, dass im Jahr 2023 „moralisches Pathos“ eher gefragt sei.

## Das Gebäude
Das erste Gebäude des Instituts wurde 1924 vom Architekten Franz Roeckle erbaut, einem frühen Gönner der NSDAP, der er 1932 beitrat. Der monumentale Baukörper war mit bosierten Natursteinquadern (Buckelquadern) verblendet. Standort war die Viktoria-Allee (heute Senckenberganlage) schräg gegenüber dem heutigen Standort. Das Gebäude des Instituts wurde schließlich während der Luftangriffe auf Frankfurt am Main im Zweiten Weltkrieg zerstört und 1950 endgültig abgerissen. Zu den Kontroversen um den Architekten und das Gebäude selber siehe:
1951 wurde das heutige Gebäude durch die Architekten Hermann Mäckler und Alois Giefer erbaut. Es steht als Kulturdenkmal unter Denkmalschutz. Das Vorgängergebäude am neuen Standort war die Villa der Familie Kotzenberg. Der Kaufmann und Mäzen Karl Kotzenberg, ein passionierter Wagnerianer, beauftragte den Architekten Ludwig Neher mit dem Bau einer Villa in der Viktoria-Allee (heute Senckenberganlage). Das Haus wurde 1902 bis 1905 nach Kotzenbergs Vorstellungen als Wagnerianisches Gesamtkunstwerk erbaut. Die Innenausstattung wurde durch zahlreiche Künstler und Kunsthandwerker geschaffen. Die Villa war als Nachbildung der Wartburg gestaltet und erhielt im Volksmund den Spitznamen „Kotzenburg“. Im Zweiten Weltkrieg wurde das Gebäude zerstört.

### Veröffentlichungen des Instituts

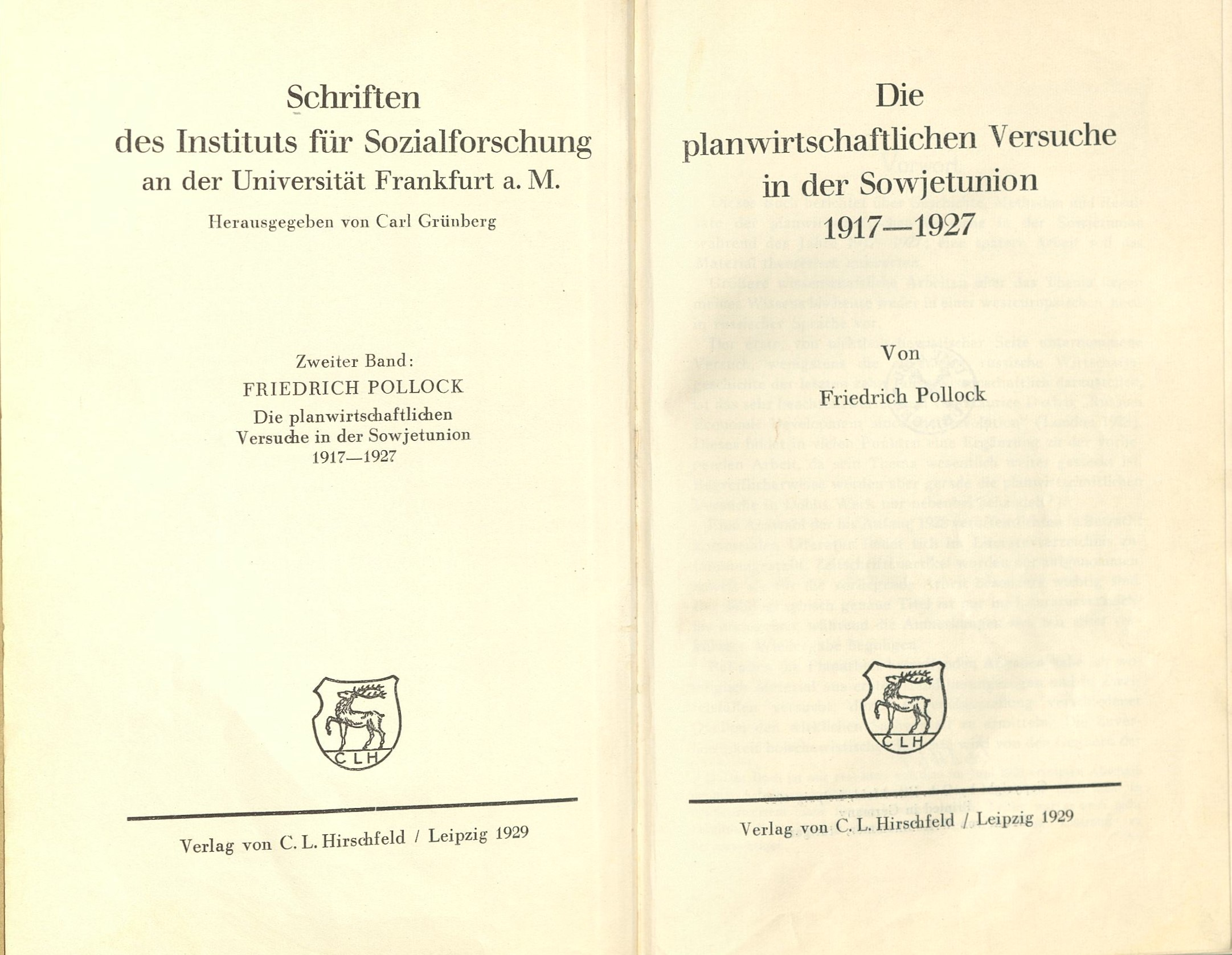
Friedrich Pollock (1929)

- Schriften des Instituts für Sozialforschung, Bde. 1–5. Leipzig 1928–1931; Paris 1934–1936
  - Band 1: Henryk Grossmann: Das Akkumulations- und Zusammenbruchsgesetz des kapitalistischen Systems. (Zugleich eine Krisentheorie), Leipzig 1929
  - Band 2: Friedrich Pollock: Die planwirtschaftlichen Versuche in der Sowjetunion 1917–1927, Leipzig 1929
  - Band 3: Karl August Wittfogel: Wirtschaft und Gesellschaft Chinas. Versuch der wissenschaftlichen Analyse einer großen asiatischen Agrargesellschaft. Band 1: Produktivkräfte, Produktions- und Zirkulationsprozeß, Leipzig 1931
  - Band 4: Franz Borkenau: Der Übergang vom feudalen zum bürgerlichen Weltbild. Studien zur Geschichte der Manufakturperiode, Philosophie, Librairie Félix Alcan, Paris 1934
  - Band 5: Studien über Autorität und Familie. Forschungsberichte aus dem Institut für Sozialforschung. Librairie Félix Alcan, Paris 1936.
- Erich Fromm: Arbeiter und Angestellte am Vorabend des Dritten Reiches. Eine sozialpsychologische Untersuchung. dtv, München 1983, ISBN 3-423-04409-8.

- Max Horkheimer, Friedrich Pollock, Franz L. Neumann, A. R. L. Gurland, Otto Kirchheim, Herbert Marcuse: Wirtschaft, Recht und Staat im Nationalsozialismus. Analysen des Instituts für Sozialforschung 1939–1942. Suhrkamp, Frankfurt am Main 1984, ISBN 3-518-28071-6.
- Theodor W. Adorno: Studien zum autoritären Charakter. Mit einer Vorrede von Ludwig von Friedeburg. Suhrkamp, Frankfurt am Main 1973
- Zeitschrift für Sozialforschung, Jahrgänge 1–9, 1932–1941 (Nachdruck), dtv, München 1980, ISBN 3-423-05975-3.
- Institut für Sozialforschung an der Johann Wolfgang Goethe-Universität Frankfurt am Main: Ein Bericht über die Feier seiner Wiedereröffnung, seine Geschichte und seine Arbeiten. Frankfurt am Main 1952.

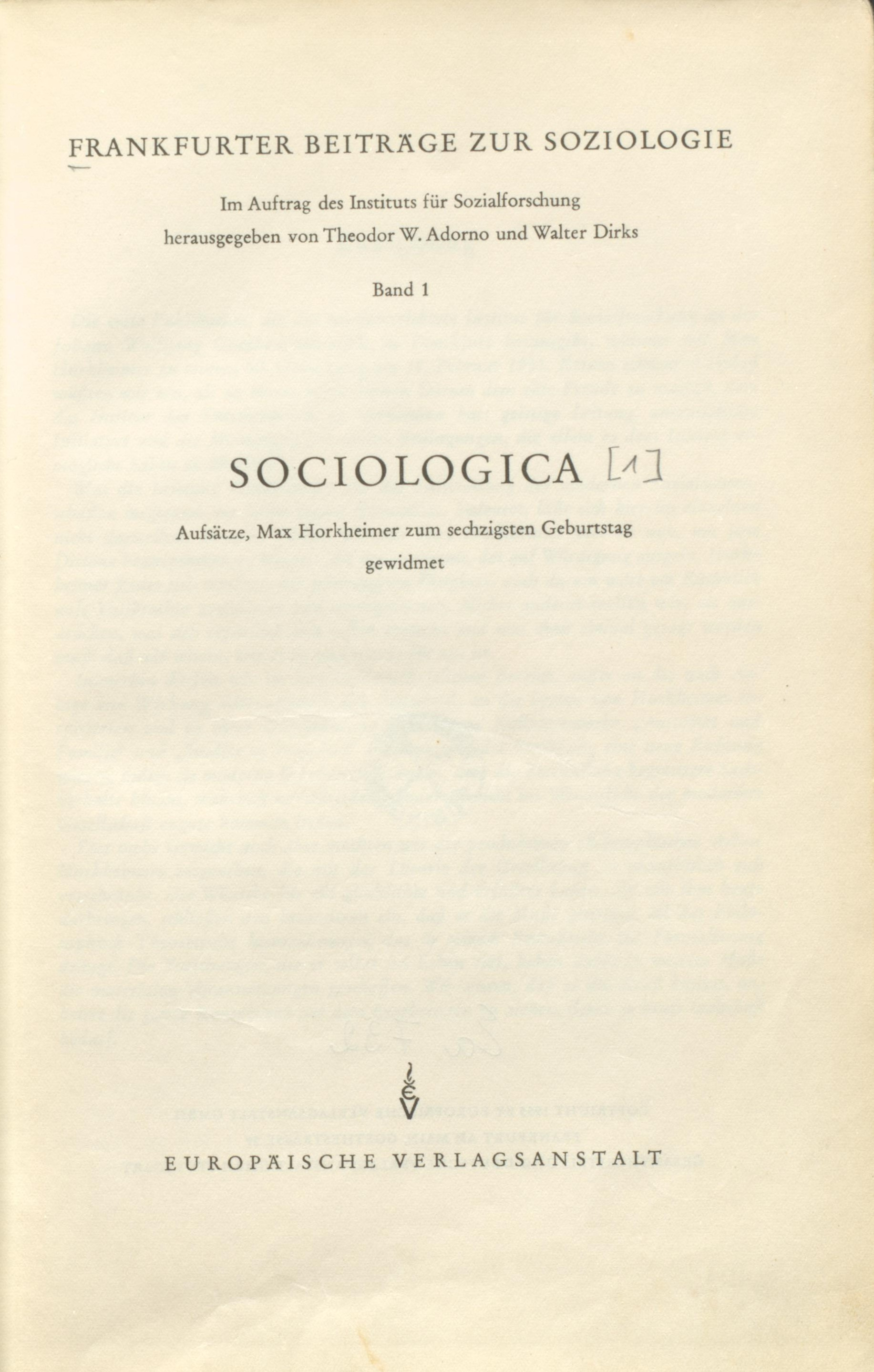
Sociologica (1955)

- Frankfurter Beiträge zur Soziologie. Bde. 1–22. Europäische Verlagsanstalt, Frankfurt am Main 1955–1971
  - Band 1: Sociologica [I]. Aufsätze, Max Horkheimer zum sechzigsten Geburtstag gewidmet, 1955, 2. Aufl. 1974, Basis Studienausgabe, ISBN 3-434-45040-8.
  - Band 2: Gruppenexperiment. Ein Studienbericht, bearbeitet von Friedrich Pollock, mit einem Geleitwort von Franz Böhm, 1955, 2. Aufl. 1963, ISBN 3-434-20003-7.
  - Band 3: Betriebsklima. Eine industriesoziologische Untersuchung aus dem Ruhrgebiet, 1955
  - Band 4: Institut für Sozialforschung: Soziologische Exkurse. Nach Vorträgen und Diskussionen, 1956, 3. Aufl. 1974, Basis Studienausgabe, ISBN 3-434-46014-4.
  - Band 5: Friedrich Pollock: Automation. Materialien zur Beurteilung der ökonomischen und sozialen Folgen, 1956, 7. Aufl. 1966
  - Band 6: Freud in der Gegenwart. Ein Vortragszyklus der Universitäten Frankfurt und Heidelberg zum hundertsten Geburtstag, 1957
  - Band 7: Georges Friedmann: Grenzen der Arbeitsteilung, 1959
  - Band 8: Paul W. Massing: Vorgeschichte des politischen Antisemitismus, aus dem Amerikanischen übersetzt und für die deutsche Ausgabe bearbeitet von Felix J. Weil, 1959, 2. Aufl. 1961
  - Band 9: Werner Mangold: Gegenstand und Methode des Gruppendiskussionsverfahrens, 1960
  - Band 10: Max Horkheimer, Theodor W. Adorno: Sociologica II. Reden und Vorträge, 1962, 3. Aufl. 1973, Basis Studienausgabe, ISBN 3-434-46041-1.
  - Band 11: Alfred Schmidt: Der Begriff der Natur in der Lehre von Marx, 1962, 3. Aufl. 1978, Basis Studienausgabe, ISBN 3-434-45011-4.
  - Band 12: Peter von Haselberg: Funktionalismus und Irrationalität. Studien über Thorstein Veblens „Theory of the Leisure Class“, 1962
  - Band 13: Ludwig von Friedeburg: Soziologie des Betriebsklimas. Studien zur Deutung empirischer Untersuchungen in industriellen Großbetrieben, 1963, 2. Aufl. 1966, ISBN 3-434-20001-0.
  - Band 14: Oskar Negt: Strukturbeziehungen zwischen den Gesellschaftslehren Comtes und Hegels, 1964, 2. Aufl. 1974 unter dem Titel: Die Konstituierung der Soziologie zur Ordnungswissenschaft, ISBN 3-434-20060-6.
  - Band 15: Helge Pross: Manager und Aktionäre in Deutschland. Untersuchungen zum Verhältnis von Eigentum und Verfügungsmacht, 1965
  - Band 16: Rolf Tiedemann: Studien zur Philosophie Walter Benjamins, 1965
  - Band 17: Heribert Adam: Studentenschaft und Hochschule. Möglichkeit und Grenzen studentischer Politik, 1965
  - Band 18: Adalbert Rang: Der politische Pestalozzi, 1967
  - Band 19: Regina Schmidt, Egon Becker: Reaktionen auf politische Vorgänge. Drei Meinungsstudien aus der Bundesrepublik, 1967, ISBN 3-434-20011-8.
  - Band 20: Joachim E. Bergmann: Die Theorie des sozialen Systems von Talcott Parsons. Eine kritische Analyse, 1967
  - Band 21: Manfred Teschner: Politik und Gesellschaft im Unterricht. Eine soziologische Analyse der politischen Bildung an hessischen Gymnasien, 1968, 2. Aufl. 1969, ISBN 3-434-20013-4.
  - Band 22: Michaela von Freyhold: Autoritarismus und politische Apathie. Analyse einer Skala zur Ermittlung autoritätsgebundener Verhaltensweisen, 1971, ISBN 3-434-20025-8.
- Studienreihe des Instituts für Sozialforschung. Europäische Verlagsanstalt und Campus Verlag, Frankfurt am Main, ab 1974
  - Band 1: Joachim Bergmann / Otto Jacobi / Walther Müller-Jentsch: Gewerkschaften in der Bundesrepublik. Gewerkschaftliche Lohnpolitik zwischen Mitgliederinteressen und ökonomischen Systemzwängen. Europäische Verlagsanstalt, Frankfurt am Main 1974.
  - Band 2: Dietrich Hoß: Die Krise des „institutionalisierten Klassenkampfes“ und der Metallarbeiterstreik von 1963. Europäische Verlagsanstalt, Frankfurt am Main 1974.
  - Band 3: Gerhard Brandt: Gewerkschaftliche Interessenvertretung und sozialer Wandel. Eine soziologische Untersuchung über die Entwicklung der Gewerkschaften in der britischen Eisen- und Stahlindustrie 1886–1917. Europäische Verlagsanstalt, Frankfurt am Main 1975.
  - (weitere Bände, ohne Nummerierung)
- Forschungsberichte des Instituts für Sozialforschung. Campus Verlag, Frankfurt am Main, ab 1976
  - (zahlreiche Bände, ohne Nummerierung)
- Frankfurter Beiträge zur Soziologie und Sozialphilosophie. Herausgegeben von Axel Honneth im Auftrag des Instituts für Sozialforschung, Campus Verlag, Frankfurt am Main, ab 2002.
  - Bde. 1-28.

- Außer der Reihe (seit 2022)
  - Band 1: Im Sinne der Materialität. Film und Gesellschaft nach Siegfried Kracauer = In the sense of material reality. film and society after Siegfried Kracauer, zweite, durchgesehene Auflage, hrsg. Leonie Hunter und Felix Trautmann, Bertz + Fischer, Berlin 2022.
  - Band 2: Gesellschaften unter Handlungszwang. Existenzielle Probleme, Normalität und Kritik, hrsg. Stephan Lessenich und Thomas Scheffer, Bertz + Fischer, Berlin 2023.
  - Band 3: Handeln in einer schlechten Welt. Zur Kritik im Handgemenge, hrsg. Mirko Broll und Eva Fleischmann, Bertz + Fischer, Berlin 2024.
  - Band 5: Im Schatten der Tradition. Eine Geschichte des IfS aus feministischer Perspektive, hrsg. Christina Engelmann, Lena Reichardt, Bea S. Ricke, Sarah Speck, Stephan Voswinkel, Bertz + Fischer, Berlin 2025.

### Sekundärliteratur
- Lutz Eichler, Hermann Kocyba, Wolfgang Menz: Gesellschaftstheoretischer Anspruch und die Beharrlichkeit des Besonderen. Theorie und Empirie in den industriesoziologischen Arbeiten des Instituts für Sozialforschung. In: Hans K. Pongratz, Rainer Trinczek (Hrsg.): Industriesoziologische Fallstudien. Entwicklungspotentiale einer Forschungsstrategie. Sigma, Berlin 2010, ISBN 978-3-8360-3570-5, S. 163–201.
- Carl-Erich Vollgraf, Richard Sperl, Rolf Hecker (Hrsg.): Erfolgreiche Kooperation: Das Frankfurter Institut für Sozialforschung und das Moskauer Marx-Engels-Institut (1924–1928). Korrespondenz von Felix Weil, Carl Grünberg u. a. mit David Borisovič Rjazanov, Ernst Czobel u. a. aus dem Russischen Staatlichen Archiv für Sozial- und Politikgeschichte Moskau. (= Beiträge zur Marx-Engels-Forschung. Neue Folge. Sonderband 2). Argument, Hamburg 2000, ISBN 3-88619-684-4.
- Felicia Herrschaft, Klaus Lichtblau (Hrsg.): Soziologie in Frankfurt. Eine Zwischenbilanz. VS-Verlag, Wiesbaden 2010, ISBN 978-3-531-16399-4.
- Thomas von Freyberg: Sperrgut. Zur Geschichte des Frankfurter Instituts für Sozialforschung zwischen 1969 und 1999. Frankfurt am Main 2016, ISBN 978-3-95558-163-3.
- Ludwig von Friedeburg: Geschichte des Instituts für Sozialforschung Universitätsbibliothek, Frankfurt am Main 2002.
- Jeanette Erazo Heufelder: Der argentinische Krösus. Kleine Wirtschaftsgeschichte der Frankfurter Schule. Berlin 2017, ISBN 978-3-946334-16-3.
- Max Horkheimer: Die gegenwärtige Lage der Sozialphilosophie und die Aufgaben eines Instituts für Sozialforschung. Frankfurter Universitätsreden. Frankfurt am Main 1931.
- Paul Kluke: Das Institut für Sozialforschung. In: Wolf Lepenies (Hrsg.): Geschichte der Soziologie. Band 2, Suhrkamp, Frankfurt am Main 1981, ISBN 3-518-07967-0, S. 390–429.
- Philipp Lenhard: Café Marx. Das Institut für Sozialforschung von den Anfängen bis zur Frankfurter Schule, C.H. Beck, München 2024, ISBN 978-3-406-81356-6.
- Ulrike Migdal: Die Frühgeschichte des Frankfurter Instituts für Sozialforschung. Campus, Frankfurt am Main 1981, ISBN 3-593-32904-2.
- Gerhard Probst: Hochschulen als Wirkungsstätten von Exilanten. In: John M. Spalek (Hrsg.): Deutschsprachige Exilliteratur seit 1933, Band 2, Teil 1, de Gruyter/Saur, Berlin/New York, 1989, ISBN 978-3-317-01159-4, S. 1446–1469.
- Willem van Reijen, Gunzelin Schmid Noerr (Hrsg.): Grand Hotel Abgrund. Eine Photobiographie der Frankfurter Schule. Junius, Hamburg 1989.
- Alfred Schmidt: Die 'Zeitschrift für Sozialforschung'. Geschichte und gegenwärtige Bedeutung. Einleitung zum Reprint der Zeitschrift für Sozialforschung, 9 Bände, Kösel-Verlag, München 1970. Nachdruck dtv, München 1980, ISBN 3-423-05975-3.
- Gregor-Sönke Schneider: Keine Kritische Theorie ohne Leo Löwenthal. Die Zeitschrift für Sozialforschung (1932–1941/42). (= Philosophie in Geschichte und Gegenwart. Band 5). Herausgegeben von Alfred Schmidt und Michael Jeske. Mit einem Vorwort von Peter-Erwin Jansen. Peter Lang Verlag, 2014, ISBN 978-3-631-64177-4.
- Jörg Später: Adornos Erben. Eine Geschichte aus der Bundesrepublik. Suhrkamp, Berlin 2024, ISBN 978-3-518-43177-1.
- Rolf Wiggershaus: Die Frankfurter Schule. Geschichte, Theoretische Entwicklung, Politische Bedeutung. Deutscher Taschenbuch-Verlag, München 1997, 5. Aufl., ISBN 3-446-13132-9 (zuerst 1986).
- Eva-Maria Ziege: Antisemitismus und Gesellschaftstheorie. Die Frankfurter Schule im amerikanischen Exil. Suhrkamp Verlag, Frankfurt a. M. 2009.